# Nicolas Cendo
Nicolas Cendo, né le 24 avril 1947 à Montmorillon, est un poète français. 
Il est, de 1983 à 2008, le conservateur du Musée Cantini à Marseille.

## Œuvres
- Marges, Lettres de Casse, 1981.
- Passer, avec Jean-Luc Sarré (quatre eaux-fortes de Jean-Luc Herman), 1982.
- Sans issue, la lumière, Jacques Brémond, 1983.
- Dans cette obscurité, Flammarion, 1985.
- Pour une absence, Lettres de Casse, 1988.
- Un regard sur le cap, Les Dix Mille Êtres, 1989.
- « La réduction et l'écart », dans ouvrage collectif (préface de Robert Vigouroux) Georges Autard - Per Ornamento, Images en manœuvres Éditions, 1990.
- La Verrière, Flammarion, 1991.
- La Pénombre (huit peintures originales de Jean-Luc Herman), 1992.
- Names avec Tita Reut et Jacques Longeville (trois lithographies de François Morellet), 1995.
- Dans le Miroir (quatre sérigraphies de Les Bicknell), Imprints, 1996.
- Traverse de Carthage (cinq dessins et cinq photographies d'Yves Jolivet), Le Mot et le Reste, 1998.
- Désaccordé parmi les ombres, Spectres familiers, 1999.
- Trois mesures (avec Christian Tarting et Antoine Gallardo), L'Odeur du Temps, 2002.
- L'Insomnie de finir, Tarabuste, 2005.
- Perdue aux lèvres, La Dogana, 2006.
- Heures dites, Tarabuste, 2008.
- Une teinte étrangère, Tarabuste, 2012.
- En absence de fond, Tarabuste, 2013.
- Contrebas, Tarabuste, 2016.
- Pas de porte, Tarabuste, 2019.
- Au souffle près, Tarabuste, 2022.